# هیرکان (لنکران)
هیرکان (به لاتین: Hirkan، تا ۱۹۹۹ شناخته‌شده به‌نام آورورا Avrora) یک منطقه مسکونی است که در جمهوری آذربایجان و در شهرستان لنکران واقع شده‌است. هیرکان ۱۷۸۱ نفر جمعیت دارد.

## جغرافیا
این شهرک در ۱۴ کیلومتری جنوب شهر لنکران و ۲۵۸ کیلومتری جنوب شهر باکو و در کنار کوه‌های تالش جای دارد. فاصله آن تا مرز ایران ۳۹ کیلومتر است.

## تاریخ
در دوران اتحاد جماهیر شوروی، این شهرک بزرگترین مزرعه دولتی تولید چای در ناحیه لنکران بود. این شهرک در سال ۱۹۳۳ میلادی بنیان‌گذاری شد. سد خان‌بلان نیز در نزدیکی این شهرک قرار دارد. توسعه کشت چای در دهه‌های ۱۹۷۰ و ۱۹۸۰ شتاب گرفت و برای تأمین نیازهای آبیاری مزارع چای، سد خان‌بلان با ظرفیت ۵۲ میلیون متر مکعب در سال ۱۹۷۶ میلادی در ناحیه لنکران بر روی رودخانه بشه‌رو ساخته شد. ساخت سد در سال ۱۹۶۷ آغاز شد و در سال ۱۹۷۷ به بهره‌برداری رسید. از آب این سد به طور گسترده برای آبیاری در تابستان استفاده می‌شود. هنگامی که مخزن ساخته شد، یک منطقه جنگلی بزرگ زیر آب رفت، یک روستا کاملاً غرق شد. دریاچه بزرگی در دره پر از آب تشکیل شد و ماهیگیری نیز در این دریاچه توسعه یافت. در آغاز بیش‌تر ساکنان آن از روس‌ها بودند اما هم‌اکنون بسیاری از آن‌ها به روسیه بازگشته‌اند. امروزه مردم این شهرک عمدتاً به کشت مرکبات، کشاورزی و دامداری مشغول هستند.

## ریشه واژه
آورورا در زبان تالشی از  واژه‌های آو به‌معنی آب، رو به‌معنای رفتن و را که همان راه است تشکیل شده و معنای کلی آن به‌صورت مکانی که آب در آن راه جریان دارد است.